# Schloss Liebenau (Schlesien)

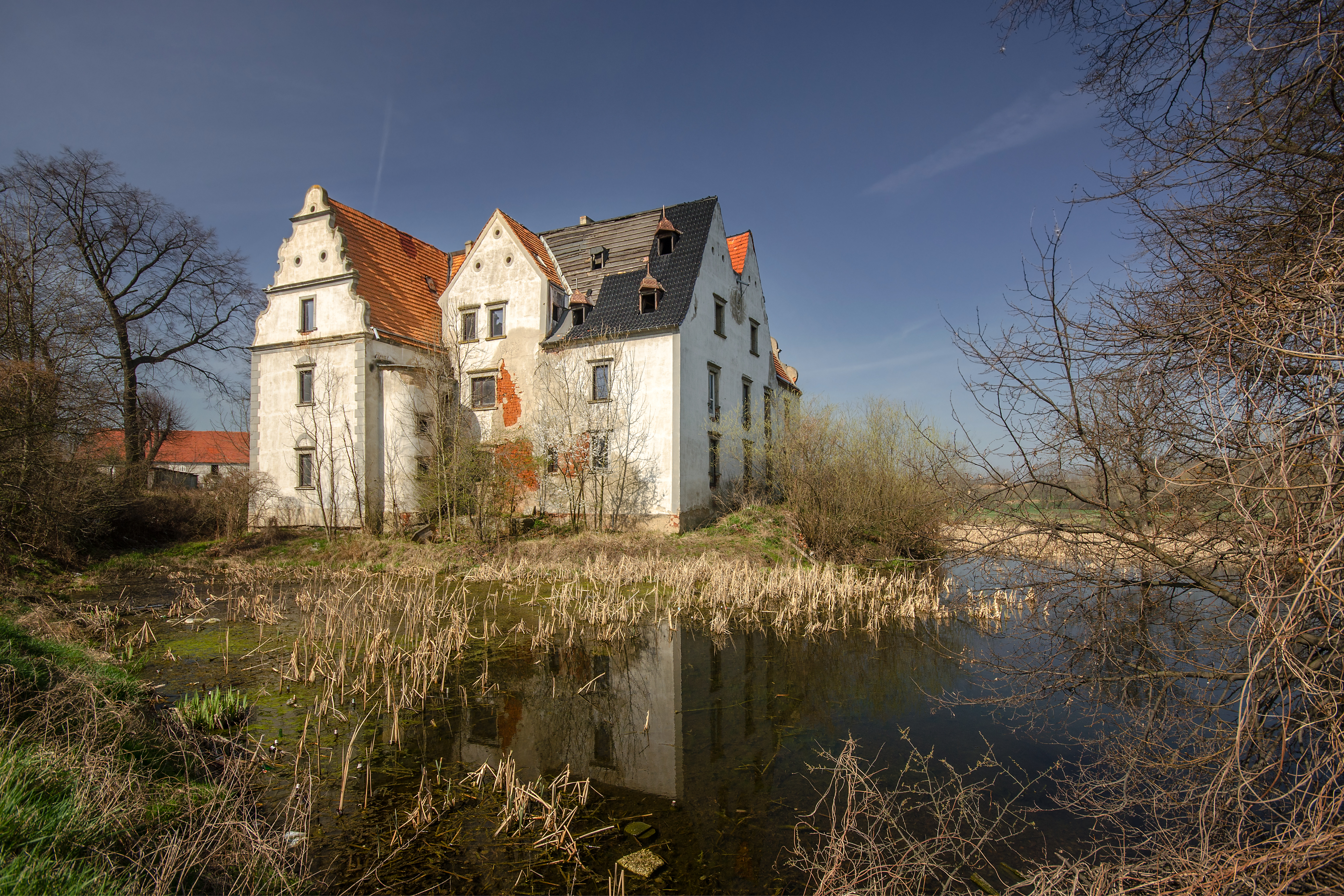
Schloss Liebenau

Das Schloss Liebenau (polnisch Pałac w Lubieniu) ist ein Schloss in Lubień (deutsch Liebenau) in der Landgemeinde Legnicie Pole (Wahlstadt) im Powiat Legnicki der Woiwodschaft Niederschlesien in Polen.
Der Besitz gehörte früh den Herren von Schweinitz, die dann eine gesonderte Familienlinie Liebenau bildete. Das Schloss wurde 1607 von Georg von Schweinitz erbaut, wie in der Giebelpalmette zu lesen ist. Ein Nachkomme war urkundlich Johann Friedrich von Schweinitz (1638–1704). Seine Nachfahren verkauften es 1737 an Hans Ernst von Schweinichen. Danach gehörte das Gut der alten, 1757 in den freiherrlichen Stand erhobene Linie Rothkirch derer Rothkirch und Trach und zum Majorat Panthenau. Ernst Wolf Freiherr Rothkirch Trach, auf Panthenau und Raschmannsdorf, auch Gutsherr auf Liebenau, war verheiratet mit Christiane Dorothea von Trotha-Hedingen. Ernst Louis Freiherr von Rothkirch, preußischer Kammerherr und Landesältester übergibt Liebenau 1855 seinem Sohn Ernst Edwin Freiherr von Rothkirch und Trach. Zuletzt gehörte es über die Erbfolge Hans Siegfried (Peti) Graf von Rothkirch und Trach-Panthenau (1912–1954).
Das Schloss besteht aus einem Hauptbau und zwei unregelmäßig angefügten Giebelbauten. Die Giebel der Frontseite sind mit C- und S-förmigen Voluten gestaltet, die Giebel zur Rückseite sind einfacher gestaltet. Die Hauptgiebel sind nur mit Horizontalgesimse gestaltet. Der Sgraffitoschmuck ist nur zum Teil erhalten. Im unteren Teil der Fassaden besteht eine einfache Quaderung, jedoch sind die Giebel mit Laubfriesen und Wappen geschmückt. Im Inneren sind Stülpdecken, Stuckdecken, und Stuck in den Nischen erhalten. Die wandfeste Innenausstattung ähnelt der der Schweinhausburg.